# Piriform
Piriform Ltd. è una software house con sede a Londra nota negli ambienti informatici per il software CCleaner.

A luglio 2017, la compagnia è stata acquistata da AVAST Software.

## Prodotti
La Piriform produce software per la pulizia e l'ottimizzazione, recupero di dati e diagnostica del computer:
- CCleaner permette di pulire il PC da file e chiavi di registro inutili;
- CCleaner Browser browser basato su Chromium che permette la navigazione su internet progettato ponendo grande attenzione alla sicurezza;
- Defraggler per la deframmentazione del disco rigido;
- Recuva permette di recuperare file eliminati;
- Speccy, freeware del 2010 per analizzare a fondo i dati tecnici del PC, da Windows XP in su. Fornisce dati tecnici relativi a CPU, memoria RAM, scheda madre, scheda video, unità ottiche, hard disk e sistema audio. Permette anche di visualizzare la temperatura di alcuni componenti.